# Alfred E. Smith Memorial Foundation Dinner

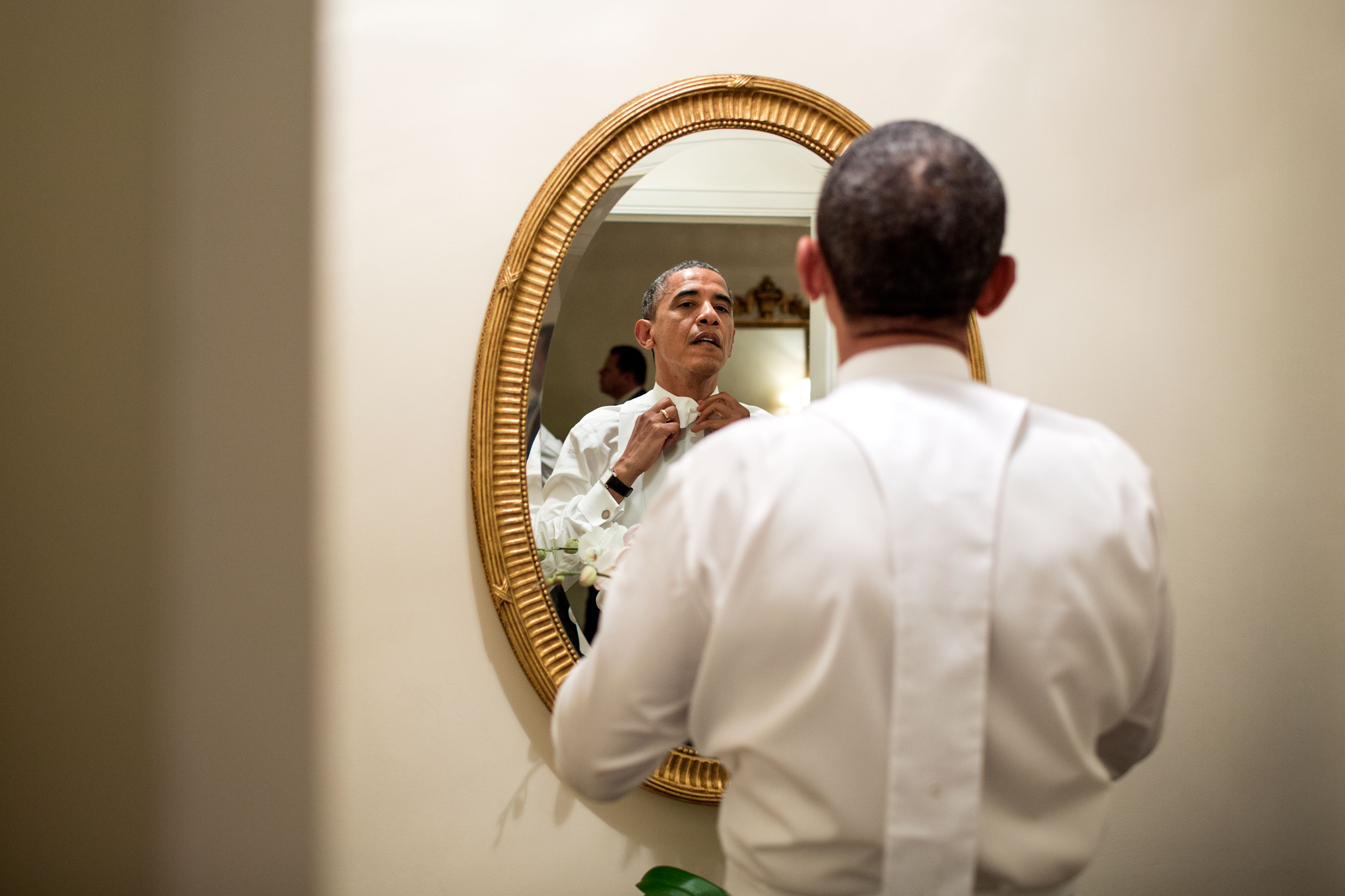
Barack Obama au dîner annuel qui réunis tous les ans les deux principaux candidats aux élections présidentielle

L'Alfred E. Smith Memorial Foundation Dinner est un diner annuel de charité new-yorkais au profit de la Catholic Charities, une œuvre catholique américaine de bienfaisance. Elle est organisée par l'Alfred E. Smith Memorial Foundation créée en l'honneur de l'ancien gouverneur de New York Al Smith, premier candidat catholique d'un grand parti à l'élection présidentielle américaine. 
Le premier dîner fut organisé en 1945, l'année qui a suivi la mort d'Al Smith. Le diner est présidé par l'archevêque de New York (actuellement  le cardinal Timothy Dolan). Lors des années d'élection présidentielle, c'est généralement le dernier événement avant l'élection où les deux candidats, démocrate et républicain, se retrouvent réunis publiquement et il est d'usage qu'ils fassent un discours humoristique. Les autres années les intervenants sont des personnalités du monde de la politique, des affaires, des médias ou du divertissement.

## Historique
Depuis 1960, où Richard Nixon et John F. Kennedy furent les intervenants, le dîner est devenu, lors des années d'élection présidentielle, une étape pour les deux principaux candidats. En 1976, Gerald Ford et Jimmy Carter y firent un discours, en 1980, Carter et Ronald Reagan, en 1988 Michael Dukakis et George H.W. Bush, en 2000 Al Gore et George W. Bush et en 2008 John McCain et Barack Obama. Depuis 1945, seuls deux présidents n'y sont pas intervenus : Harry Truman et Bill Clinton. Dans ces dernières années, les candidats ont pris l'habitude d'y faire des discours au ton humoristique.
En 1984, Ronald Reagan y parla mais pas son opposant, Walter Mondale préféra décliner l'invitation, indiquant qu'il avait besoin de temps pour préparer un débat présidentiel à venir.
En 1996 et 2004, l'archidiocèse de New York choisit de ne pas inviter les candidats à la présidentielle. En 1996, il fut rapporté que c'était car le Cardinal O'Connor était en colère contre le président et candidat démocrate Bill Clinton qui avait mis son véto à une loi du Congrès rendant illégaux certains avortements tardifs. Les organisateurs indiquèrent eux que cela était dû au fait que les candidats n'avaient pas été en mesure de s'engager d'assister au dîner. Les candidats à la vice-présidence les remplacèrent. En 2004, le porte-parole de l'archidiocèse, Joseph Zwilling, expliqua que les candidats n'avaient pas été invités car « les sujets de la campagne de cette année pouvaient provoquer des divisions et des désaccords » mais la rumeur courut que cela était dû à la nomination pour le Parti démocrate de John Kerry qui alors que catholique était favorable à la liberté de l'avortement.
Durant le dîner de 2000, George W. Bush plaisanta sur « cette foule impressionnante, ceux qui ont et ceux eux qui ont plus encore (The haves and the have-mores). Certains vous appellent l'élite. Je vous appelle ma base ». Cette citation fut reprise contre lui dans le film Fahrenheit 9/11 et par la suite dans l'un des discours de campagne de John Kerry en 2004,,,
En 2007, l'ex premier ministre britannique Tony Blair y fit un discours. 60 ans auparavant, un autre ancien premier ministre britannique, Winston Churchill s'y était exprimé via une liaison téléphonique transatlantique.
En 2008, le 17 octobre, John McCain et Barack Obama, qui entouraient le cardinal Edward Michael Egan, archevêque de New York, tournèrent en dérision les principaux évènements ou incidents de leur campagne et de celle de leur adversaires. Cela était leur dernière apparition publique commune prévue avant l'Election Day et leurs discours furent fortement médiatisés. Étaient également présent, la sénatrice de New York Hillary Clinton et le maire de la ville Michael Bloomberg.
Cette année là, le diner permis de récolter 3,9 millions de dollars
En 2012, le président sortant et candidat Barack Obama et le candidat républicain Mitt Romney étaient les invités principaux.
2016, Hillary Clinton et Donald Trump y participent.
En 2024, Kamala Harris refuse de se rendre au diner, elle choisit de passer ce temps à faire campagne. Elle a néanmoins adressé un message vidéo aux participants, soulignant son engagement pour cet événement caritatif. La prestation de Donald Trump au dîner a été marquée par des plaisanteries acérées, souvent dirigées contre Kamala Harris et d'autres adversaires politiques.
Cet événement annuel a été le sujet d'un épisode de la série américaine À la Maison-Blanche intitulé The Al Smith Dinner.

## Source
- (en) Cet article est partiellement ou en totalité issu de l’article de Wikipédia en anglais intitulé « Alfred E. Smith Memorial Foundation Dinner » (voir la liste des auteurs).